# Impatto su Giove del luglio 2009

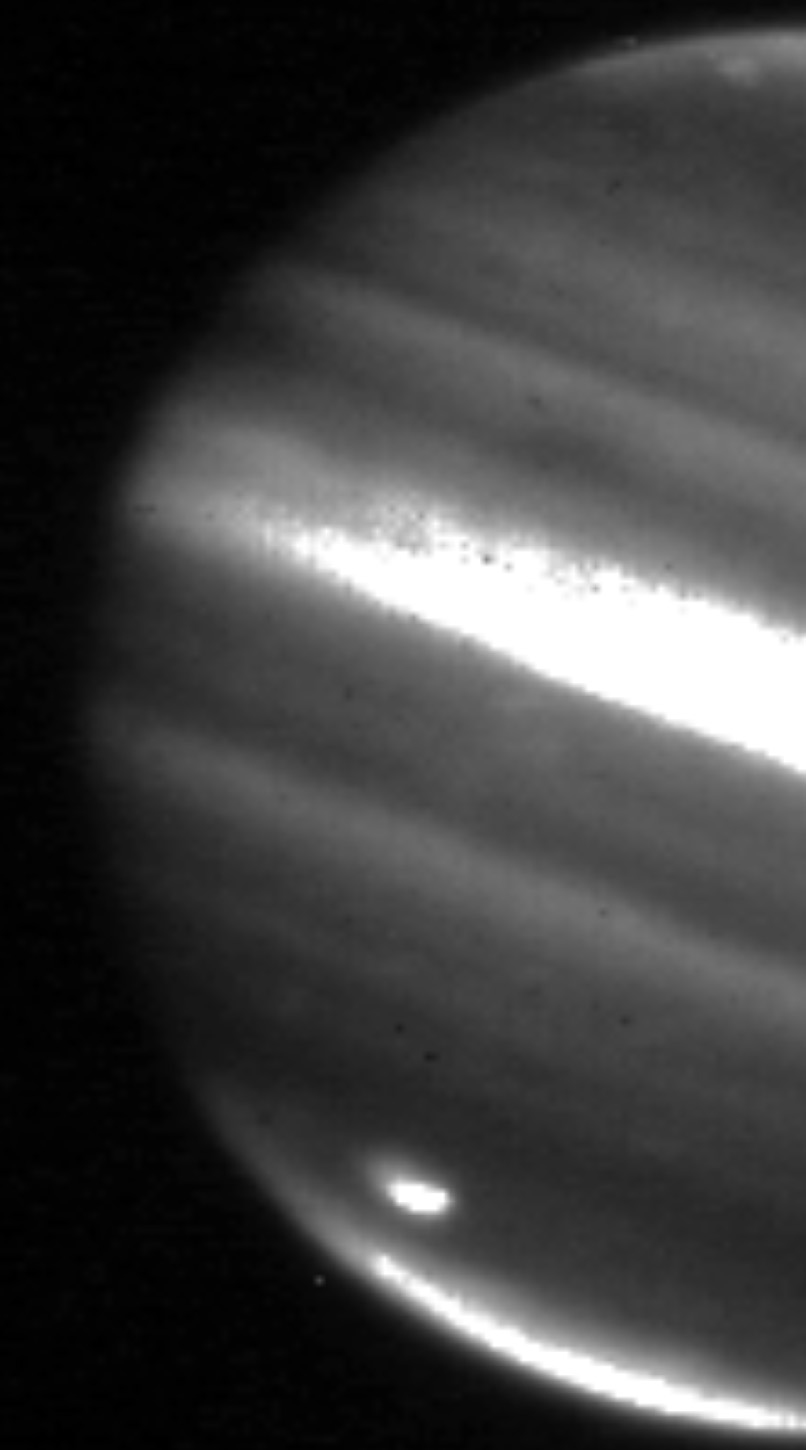
Immagine del segno (visibile in basso come un ovale luminoso) lasciato in seguito all'impatto di una cometa o di un asteroide con Giove, nel luglio del 2009. L'immagine è stata raccolta dall'Infrared Telescope Facility della NASA, sul vulcano Mauna Kea, nelle Hawaii.

Nel luglio del 2009 si è verificato l'impatto di un oggetto celeste, molto probabilmente asteroidale, su Giove che ha prodotto nell'atmosfera del pianeta una macchia scura, simile in dimensioni alla Piccola Macchia Rossa, corrispondenti a quelle dell'Oceano Pacifico. L'impatto è avvenuto sul lato nascosto del pianeta il 19 luglio, tra le 7:40 e le 14:00 UT. La cicatrice ha mantenuto la sua forma e colore per circa due settimane, per dissolversi poi nell'atmosfera entro la fine del mese di agosto.

## Scoperta
L'astrofilo australiano Anthony Wesley scoprì i segni dell'impatto alle 13:30 UTC circa del 19 luglio 2009 (quasi esattamente 15 anni dopo l'impatto della Cometa Shoemaker-Levy 9 su Giove), dal suo osservatorio domestico a Murrumbateman, nel Nuovo Galles del Sud, utilizzando un telescopio riflettore da 14,5 pollici (36,8 cm) equipaggiato con una webcam. Wesley ha dichiarato:
Wesley comunicò celermente la scoperta via e-mail ad altri astrofili ed astronomi, incluso il Jet Propulsion Laboratory (JPL), centro NASA con sede a Pasadena, in California.

## Rilevazioni scientifiche
Paul Kalas ed i suoi collaboratori avevano prenotato il telescopio Keck II, presso l'Osservatorio di Mauna Kea, per osservare Fomalhaut b. Il telescopio fu ridiretto ad ogni modo verso Giove e poté fornire una delle prime conferme dell'impatto.
Osservazioni nell'infrarosso condotte con il telescopio Keck e con l'Infrared Telescope Facility (IRTF) della NASA, entrambi presso il Mauna Kea, rilevarono una macchia luminosa sul punto d'impatto e permisero di determinare che l'impatto aveva scaldato un'area di 190 milioni di km² della bassa atmosfera a 305° Ovest e 57° Sud, in prossimità del polo sud gioviano.
Per avere un'idea delle dimensioni dell'oggetto impattante sarebbe stato necessario conoscerne la velocità, la composizione e l'angolo d'ingresso, pertanto, gli studiosi in un primo momento non indicarono stime.
Interpretando i dati in funzione di quelli raccolti durante l'impatto della Cometa Shoemaker-Levy 9, fu successivamente proposto che questo oggetto avesse un diametro inferiore al chilometro.
Inoltre, poiché durante la precedente rotazione del pianeta non erano state osservate macchie anomale, John Rogers dedusse che l'impatto era avvenuto sul lato nascosto del pianeta, tra le 7:40 e le 14:00 UT del 19 luglio.
Le caratteristiche della macchia indicarono che essa era costituita da aerosol presenti alle alte altitudini, simili a quelli osservati durante l'impatto della Cometa Shoemaker-Levy 9. Dalle osservazioni alle lunghezze d'onda del vicino infrarosso, Glenn Orton ed i suoi collaboratori scoprirono brillanti particelle in risalita nell'atmosfera superiore del pianeta, mentre le osservazioni nel medio infrarosso rivelarono emissioni di gas d'ammoniaca.
Gli astronomi continuarono ad osservare l'area dell'impatto con una varietà di strumenti, inclusi i telescopi Keck ed il Telescopio spaziale Hubble, la cui strumentazione era stata recentemente aggiornata nel corso della missione STS-125 dello Space Shuttle Atlantis.

## L'oggetto impattante

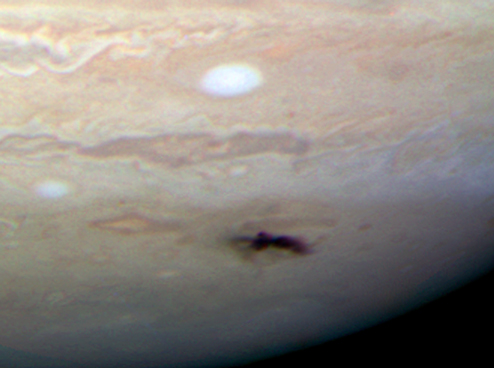
Immagine della cicatrice dell'impatto dell'oggetto sull'atmosfera gioviana ripresa dal Telescopio spaziale Hubble.

Sebbene non fosse stata esclusa la possibilità che l'oggetto impattante fosse un asteroide, nei primi comunicati godette di maggior forza la supposizione che potesse essersi trattato di una cometa. Ciò era coerente con le ipotesi sull'evoluzione dinamica della famiglia delle comete gioviane, composta da un numero di oggetti maggiore rispetto a quello degli asteroidi zenosecanti, e quindi ad una probabilità di impatto maggiore. Tuttavia, studi successivi hanno rafforzato sempre più l'idea che l'oggetto impattante sia stato in realtà un asteroide.
In concomitanza con l'impatto su Giove del giugno 2010, la NASA fornì al riguardo maggiori informazioni. In particolare, successivi confronti fra le immagini delle macchie scure prodottesi, in conseguenza degli impatti, nel 1994 e nel 2009, riprese dal Telescopio spaziale Hubble, permisero a Heidi Hammel e colleghi di valutare con sufficiente sicurezza le dimensioni dell'oggetto impattante: un asteroide di circa 500 m di diametro. La rapida dissolvenza delle macchie nel 2009, rispetto a quanto accaduto nel 1994, infatti, aveva rivelato l'assenza di grandi quantità di materiali volatili sul corpo impattante, permettendo così di escludere che potesse essersi trattato di una cometa.
Conclusioni simili sono state raggiunte da Orton, Fletcher et al. nel 2011, che hanno stimato per l'asteroide un diametro di 200–500 m. Le misure del quantitativo di silicio e suoi composti presenti nella nube prodottasi nell'impatto sono tali da escludere che possa essersi trattato di una cometa, pur privata del suo generalmente alto contenuto di materiali volatili in seguito a ripetuti passaggi in prossimità del Sole. L'alternativa sarebbe che la nostra conoscenza sulla composizione interna delle comete sia inesatta.
Agustín Sanchez-Lavéga e colleghi hanno condotto studi orbitali che, letti alla luce della determinazione della natura asteroidale dell'oggetto, ne suggeriscono l'appartenenza alla famiglia Hilda, composta da asteroidi intrappolati in un rapporto di risonanza orbitale 2:3 con il pianeta Giove.